# Djedovača
Djedovača (szerbül: Дједовача) szerb falu Bosznia-Hercegovinában, a Bosznia-hercegovinai Föderáció Una-Szanai kantonjában, Sanski Most községben.

## Fekvése
Bosznia-Hercegovina északnyugati részén, Bihácstól légvonalban 61, közúton 86 km-re keletre, Sanski Most központjától légvonalban 2, közúton 4 km-re délnyugatra, a Szanai-síkságtól nyugatra emelkedő dombos területen fekszik. Áthalad rajta a Sanski Mostról Dabarra menő út.

## Népessége
| Nemzetiségi csoport | Népesség 1991 | Népesség 2013 |
| ------------------- | ------------- | ------------- |
| Szerb               | 79            | 6             |
| Bosnyák             | 0             | 0             |
| Horvát              | 0             | 0             |
| Jugoszláv           | 0             | 0             |
| Egyéb               | 0             | 0             |
| Összesen            | 79            | 6             |

## Története
1878-ig a település az Oszmán Birodalomhoz tartozott, majd az Osztrák-Magyar Monarchia része lett. Az első osztrák-magyar népszámlálás során, 1879-ben a településen 58 lakost számláltak, akik mind ortodox szerbek voltak. 1910-ben Kamengrad község részeként 181 lakosa volt. 1941-ben Djedovača azok közé a falvak közé tartozott, ahol csak szerbek éltek. 1943 januárjában heves harcok dúltak itt a megszálló német haderő, a horvát honvédsereg 2. hegyi dandárja és a 4. krajinai partizánhadosztály 6. dandárja között, mely során a falu többször is gazdát cserélt. A boszniai háború idején 1995-ben, a Sana hadművelet során szerb lakossága a szerb csapatokkal együtt elmenekült a támadó bosnyák csapatok elől és közülük csak kevesen tértek vissza.